# Pheidole fabricator
Pheidole fabricator är en myrart som först beskrevs av Smith 1858.  Pheidole fabricator ingår i släktet Pheidole och familjen myror.

## Underarter
Arten delas in i följande underarter:
- P. f. fabricator
- P. f. nigella
- P. f. polita